# Sharon Dabney
Sharon Dabney (* 25. Oktober 1957) ist eine ehemalige US-amerikanische Sprinterin, die sich auf den 400-Meter-Lauf spezialisiert hatte.
Bei den Panamerikanischen Spielen 1975 in Mexiko-Stadt wurde sie Fünfte im Einzelbewerb und gewann Silber in der 4-mal-400-Meter-Staffel. 
1977 wurde sie beim Leichtathletik-Weltcup in Düsseldorf Vierte über 400 m.
1979 siegte sie bei den Panamerikanischen Spielen in San Juan über 400 m und in der 4-mal-400-Meter-Staffel und kam beim Leichtathletik-Weltcup in Montreal mit der US-Stafette auf den dritten Platz.
1977 wurde sie US-Meisterin über 400 m.
Ihre persönliche Bestzeit von 51,31 s stellte sie am 20. Juni 1978 in Westwood auf.